# Foot Ball Club Unione Venezia 2010-2011
Questa voce raccoglie le informazioni riguardanti l'Foot Ball Club Unione Venezia nelle competizioni ufficiali della stagione 2010-2011.

## Rosa
| N. |                   | Ruolo | Calciatore         |
| -- | ----------------- | ----- | ------------------ |
|    | Italia (bandiera) | P     | Massimo Lotti      |
|    | Italia (bandiera) | P     | Pietro Menegatti   |
|    | Italia (bandiera) | P     | Andrea Russo       |
|    | Italia (bandiera) | P     | Alessandro Casini  |
|    | Italia (bandiera) | D     | Ciro Aliberti      |
|    | Italia (bandiera) | D     | Mattia Buso        |
|    | Italia (bandiera) | D     | Michael Cardin     |
|    | Italia (bandiera) | D     | Filippo Casagrande |
|    | Italia (bandiera) | D     | Luca Falcier       |
|    | Italia (bandiera) | D     | Rudy Nicoletto     |
|    | Italia (bandiera) | D     | William Pianu      |
|    | Italia (bandiera) | D     | Filippo Vianello   |
|    | Italia (bandiera) | C     | Nicolò Barzan      |
|    | Italia (bandiera) | C     | Andrea Borotto     |

| N. |                     | Ruolo | Calciatore               |
| -- | ------------------- | ----- | ------------------------ |
|    | Italia (bandiera)   | C     | Mattia Collauto          |
|    | Italia (bandiera)   | C     | Aniello Salzano          |
|    | Italia (bandiera)   | C     | Tommaso Lelj             |
|    | Italia (bandiera)   | C     | Matteo Malagò            |
|    | Italia (bandiera)   | C     | Matteo Nichele           |
|    | Italia (bandiera)   | C     | Michael Pilon            |
|    | Italia (bandiera)   | C     | Simone Rigoni            |
|    | Slovenia (bandiera) | A     | Emil Zubin               |
|    | Italia (bandiera)   | A     | Arturo Di Napoli         |
|    | Italia (bandiera)   | A     | Fabio Mazzeo             |
|    | Italia (bandiera)   | A     | Francesco Fedato         |
|    | Italia (bandiera)   | A     | Luca Bisiol              |
|    | Brasile (bandiera)  | A     | Marco Antonio De Freitas |
|    | Italia (bandiera)   | A     | Gustavo Ferretti         |